# Michael Oestreich
Michael Oestreich (* 23. Juni 1802 in Oberbimbach; † 4. Februar 1838 in Dringenberg) war ein deutscher Orgelbauer, der vor allem im Raum Minden wirkte.

## Familie
Michael Oestreich war der zweite von drei Söhnen des Orgelbauers Johann Georg Oestreich (* 2. Februar 1770 in Oberbimbach; † 28. Februar 1858 ebenda) aus dessen 1798 geschlossenen Ehe mit Margarete geb. Faust. Alle drei Söhne wurden ebenfalls Orgelbauer und waren somit Mitglieder der vierten von fünf Generationen von Orgelbauern der Familie Oestreich.

## Wirken

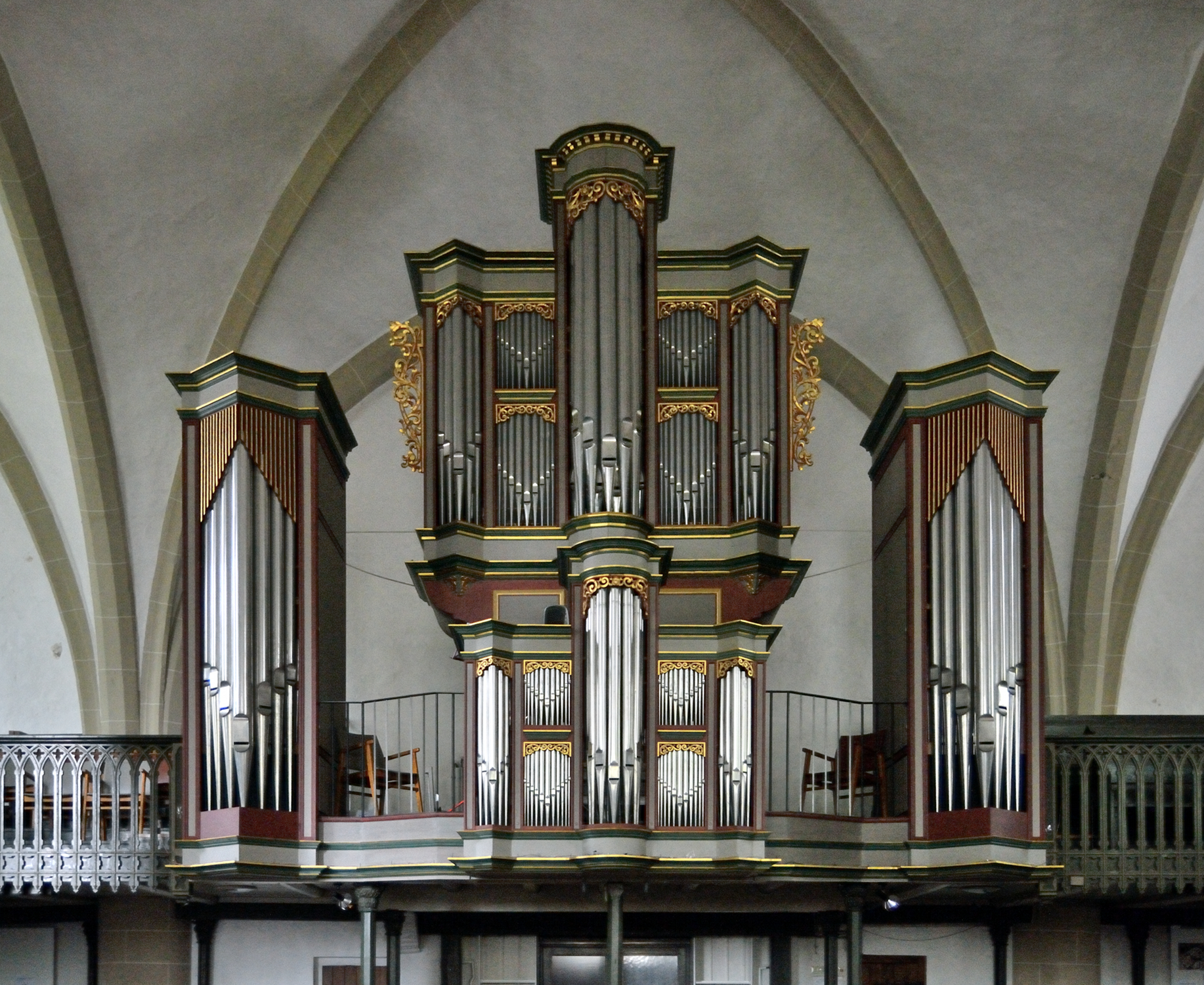
Orgel der Ev. Kirche in Horn

Michael Oestreich lernte bei seinem Vater und arbeitete zunächst in dessen Werkstatt. Er und seine beiden Brüder, Adam Joseph (1799–1843) und Augustin (1807–nach 1855), waren 1826–1828 beim Bau der Orgel in der Kirche St. Laurentius in Großkrotzenburg durch ihren Vater beteiligt. Michael Oestreich ging um 1830 nach Dringenberg in Westfalen und wurde dort Geselle bei Arnold Isfording (1764–1831). 1830/1831 baute er, unter Nutzung des vorhandenen Orgelprospekts aus dem späten 17. Jahrhundert, die Orgel in der evangelisch-reformierten Kirche in Horn bei Detmold. Isfording verstarb 1831. Oestreich übernahm die Leitung der Werkstatt, erhielt im Mai 1832 die amtliche Berechtigung, im Regierungsbezirk Minden Orgeln zu bauen, zu reparieren und zu stimmen, und heiratete 1833 Isfordings Witwe; die Ehe blieb kinderlos. Er befasste sich hauptsächlich mit Orgelreparaturen und -pflege. Die von ihm in der Zeit 1833–1836 gebaute 20-Register-Orgel in der 1850 abgebrochenen alten Kilianskirche in Schötmar ist nicht erhalten.
Interessant ist die Geschichte der von ihm erbauten und nach seinem Tod in der ev. Kirche in Bad Lippspringe aufgestellten kleinen Orgel. Das Orgelpositiv, eine einmanualige Orgel ohne Pedal, hatte Oestrich einem Gastwirt in Bösingfeld als Pfand für Wirtshausschulden überlassen müssen und es befand sich bei Oestrichs Tod im Besitz dieses Gastwirts. Die ev. Kirchengemeinde Lippspringe kaufte es für 100 Taler und stellte es nach seiner Auslieferung im Juni 1839 zunächst bei einem Privatmann unter, bis der Paderborner Orgelbauer Karl Joseph Eggert das Instrument schließlich in der Kirche einbaute. Die Orgel wurde 1918 und 1926 noch gepflegt, dann aber 1934 durch eine neue Orgel aus der Werkstatt Steinmann in Vlotho ersetzt.